# 영동 영국사 석종형승탑
영동 영국사 석종형승탑(永同 寧國寺 石鍾形僧塔)은 충청북도 영동군 양산면 누교리, 영국사에 있는 승탑이다. 1996년 1월 5일 충청북도의 유형문화재 제184호로 지정되었다.

## 개요
영국사 내 원각국사비(보물 제534호) 뒤쪽에 서 있는 승려의 사리탑으로, 모셔진 사리의 주인공이 누구인지는 아직 밝혀지지 않고 있다.
네모난 바닥돌 위에 마련된 기단(基壇)은 세부분으로 이루어져 있으며 모두 8각이다. 기단의 가운데받침돌을 제외한 아래·윗받침돌에는 각기 연꽃을 조각하여 둘렀는데 꽃잎은 모두 한겹씩이다. 그 위로는 종모양의 탑신(塔身)이 올려져 있는데, 그 위의 머리장식조차 종을 매달 때 쓰이는 고리를 떠올리게 하여 실제의 종과 거의 비슷하다.
바닥돌에서부터 머리장식까지 모두 6매의 돌로 이루어져 있으며, 석종형 부도이면서도 다른 탑에서는 볼 수 없는 독특한 구조이다. 연꽃잎도 모두 한겹으로 표현되어 있어 고려말·조선초에 세운 것으로 보인다. 뒷편으로는 원각국사비가 서 있어서, 원각국사와도 깊은 관련이 있었을 것으로 추측된다.

## 같이 보기
- 영동 영국사 원각국사비 (보물 제534호)

## 참고 자료
- 영동 영국사 석종형승탑 - 국가유산청 국가유산포털